# Bistum São Carlos
Das Bistum São Carlos (lateinisch Dioecesis Sancti Caroli in Brasilia, portugiesisch Diocese de São Carlos) ist eine in Brasilien gelegene römisch-katholische Diözese mit Sitz in São Carlos im Bundesstaat São Paulo.

## Geschichte
Das Bistum São Carlos wurde am 7. Juni 1908 durch Papst Pius X. mit der Apostolischen Konstitution Dioecesium nimiam amplitudinem aus Gebietsabtretungen des Erzbistums São Paulo als Bistum São Carlos do Pinhal errichtet. Es wurde dem Erzbistum São Paulo als Suffraganbistum unterstellt. Am 25. Januar 1929 gab das Bistum São Carlos do Pinhal Teile seines Territoriums zur Gründung der mit der Apostolischen Konstitution Sollicitudo omnium ecclesiarum errichteten Bistümer Jaboticabal und Rio Preto ab.
Das Bistum São Carlos do Pinhal wurde am 25. November 1957 in Bistum São Carlos umbenannt. Am 19. April 1958 wurde das Bistum São Carlos dem Erzbistum Campinas als Suffraganbistum unterstellt. Das Bistum São Carlos gab am 9. Februar 2000 Teile seines Territoriums zur Gründung des Bistums Catanduva ab und am 26. Juni 2024 zur Gründung des Bistums Jaú.

## Ordinarien

### Bischöfe von São Carlos do Pinhal
- José Marcondes Homem de Melo, 1908–1937
- Gastão Liberal Pinto, 1937–1945
- Ruy Serra, 1948–1957

### Bischöfe von São Carlos
- Ruy Serra, 1957–1986
- Constantino Amstalden, 1986–1995
- Joviano de Lima Júnior SSS, 1995–2006, dann Erzbischof von Ribeirão Preto
- Paulo Sérgio Machado, 2006–2015
- Paulo Cezar Costa, 2016–2020, dann Erzbischof von Brasília
- Luiz Carlos Dias, seit 2021